# Paracartia coerulescens
Paracartia coerulescens is een eenoogkreeftjessoort uit de familie van de Acartiidae. De wetenschappelijke naam van de soort is voor het eerst geldig gepubliceerd in 1926 door Labbé.